# Канада на зимних Олимпийских играх 1980
Канада принимала участие в зимних Олимпийских играх 1980 в в Лейк-Плэсиде, и завоевала 2 медали: серебряную и бронзовую, чем обеспечила себе 13 место в неофициальном общекомандном зачёте.
| Медаль  | Спортсмен      | Вид спорта         | Дисциплина                |
| ------- | -------------- | ------------------ | ------------------------- |
| Серебро | Гаэтан Буше    | Конькобежный спорт | Мужчины, 1000 м           |
| Бронза  | Стив Подборски | Горнолыжный спорт  | Мужчины, скоростной спуск |

## Состав сборной
Канаду представляли 59 спортсменов: 18 женщин и 14 мужчина, они соревновались в 8 видах спорта
- бобслей
- горнолыжный спорт
- конькобежный спорт
- лыжные гонки
- прыжки на лыжах с трамплина
- санный спорт
- фигурное катание
- хоккей

Самым молодым участником сборной был 15-летний прыгун с трамплина Стив Коллинс, самым старшим — 39-летний хоккеист Терри О’Мэлли.

## Результаты

### Бобслей

#### Мужчины — двойки
Соревнования двухместных экипажей в бобслее прошли 15 и 16 февраля на санно-бобслейной трассе в Лейк-Плэсиде. Победитель определялся на основании четырёх заездов.
| Экипаж | Спортсмены                  | 1 заезд | 1 заезд | 2 заезд | 2 заезд | 3 заезд | 3 заезд | 4 заезд | 4 заезд | Всего   | Всего |
| Экипаж | Спортсмены                  | Время   | Место   | Время   | Место   | Время   | Место   | Время   | Место   | Время   | Место |
| ------ | --------------------------- | ------- | ------- | ------- | ------- | ------- | ------- | ------- | ------- | ------- | ----- |
| CAN-1  | Джоуи Килберн Роберт Уилсон | 1:04.07 | 14      | 1:04.27 | 12      | 1:03.96 | 14      | 1:03.91 | 11      | 4:16.21 | 13    |
| CAN-2  | Брайан Вашон Серж Кантен    | 1:04.66 | 18      | 1:04.67 | 16      | 1:04.38 | 17      | 1:05.05 | 19      | 4:18.76 | 20    |

#### Мужчины — четвёрки
Соревнования четырёхместных экипажей прошли 23 и 24 февраля на санно-бобслейной трассе в Лейк-Плэсиде. В состязаниях приняли участие 17 команд из 10 стран, победитель определялся на основании четырёх заездов.
| Экипаж | Спортсмены                                            | 1 заезд | 1 заезд | 2 заезд | 2 заезд | 3 заезд        | 3 заезд        | 4 заезд | 4 заезд | Всего | Всего |
| Экипаж | Спортсмены                                            | Время   | Место   | Время   | Место   | Время          | Место          | Время   | Место   | Время | Место |
| ------ | ----------------------------------------------------- | ------- | ------- | ------- | ------- | -------------- | -------------- | ------- | ------- | ----- | ----- |
| CAN-1  | Мартин Глинн Алан Маклахлан Серж Кантен Роберт Уилсон | 1:01.76 | 15      | 1:02.25 | 17      | не финишировал | не финишировал | —       | —       | —     | —     |

### Фигурное катание
Соревнования прошли с 16 по 23 февраля на искусственном льду Олимпийской арены в Лейк-Плэсиде.

#### Мужчины
| Спортсмен    | Обязательные фигуры | Короткая программа | Произвольная программа | Баллы  | Сумма мест | Итоговое место |
| ------------ | ------------------- | ------------------ | ---------------------- | ------ | ---------- | -------------- |
| Брайан Покар | 12                  | 12                 | 12                     | 163,26 | 107        | 12             |

#### Женщины
| Спортсменка    | Обязательные фигуры | Короткая программа | Произвольная программа | Баллы  | Сумма мест | Итоговое место |
| -------------- | ------------------- | ------------------ | ---------------------- | ------ | ---------- | -------------- |
| Хизер Кемкаран | 16                  | 12                 | 15                     | 164,64 | 128        | 15             |

#### Пары
| Спортсмены                    | Короткая программа | Произвольная программа | Баллы  | Сумма мест | Итоговое место |
| ----------------------------- | ------------------ | ---------------------- | ------ | ---------- | -------------- |
| Барбара Андерхилл Пол Мартини | 9                  | 9                      | 129,36 | 78         | 9              |

#### Танцы на льду
| Спортсмены                | Обязательный танец | Произвольный танец | Баллы  | Сумма мест | Итоговое место |
| ------------------------- | ------------------ | ------------------ | ------ | ---------- | -------------- |
| Лорна Уайтон Джон Даудинг | 6                  | 6                  | 193,80 | 54         | 6              |

### Хоккей
Хоккейный турнир проходил с 12 по 24 февраля на искусственном льду Олимпийской арены в Лейк-Плэсиде. 12 команд были разделены на две группы по 6 команд («красная» и «голубая»), где по круговой системе определялись по две сильнейшие команды, которые выходили в финал и разыгрывали комплект олимпийских наград. Канадская сборная попала в «красную» группу, где заняла третье место.
Команды, занявшие третьи места в своих группах, играли матч за 5 и 6 места, в этом матче Канада проиграла Чехословакии 1:6 и соответственно заняла 6 место в итоговой таблице.

#### Матчи Канады в «красной» подгруппе
| 12 февраля 1980 | Канада | - | Нидерланды | 10:1 | (2:1,2:0,6:0) |
| 14 февраля 1980 | Канада | - | Польша     | 5:1  | (1:0,2:1,2:0) |
| 16 февраля 1980 | Канада | - | Финляндия  | 3:4  | (1:2,0:1,2:1) |
| 18 февраля 1980 | Канада | - | Япония     | 6:0  | (2:0,2:0,2:0) |
| 20 февраля 1980 | СССР   | - | Канада     | 6:4  | (1:1,1:2,4:1) |

#### Результат Канады в «красной» подгруппе в сравнении с лидерами
|    |           | Игры | В | Н | П | Шайбы | Разн. | Очки |
| -- | --------- | ---- | - | - | - | ----- | ----- | ---- |
| 1. | СССР      | 5    | 5 | 0 | 0 | 51:11 | +40   | 10   |
| 2. | Финляндия | 5    | 3 | 0 | 2 | 26:18 | +8    | 6    |
| 3. | Канада    | 5    | 3 | 0 | 2 | 28:12 | +16   | 6    |

#### Матч за 5 место
| 22 февраля 1980 | Чехословакия | - | Канада | 6:1 | (5:0,0:1,1:0) |